# Asse Nord-Sud

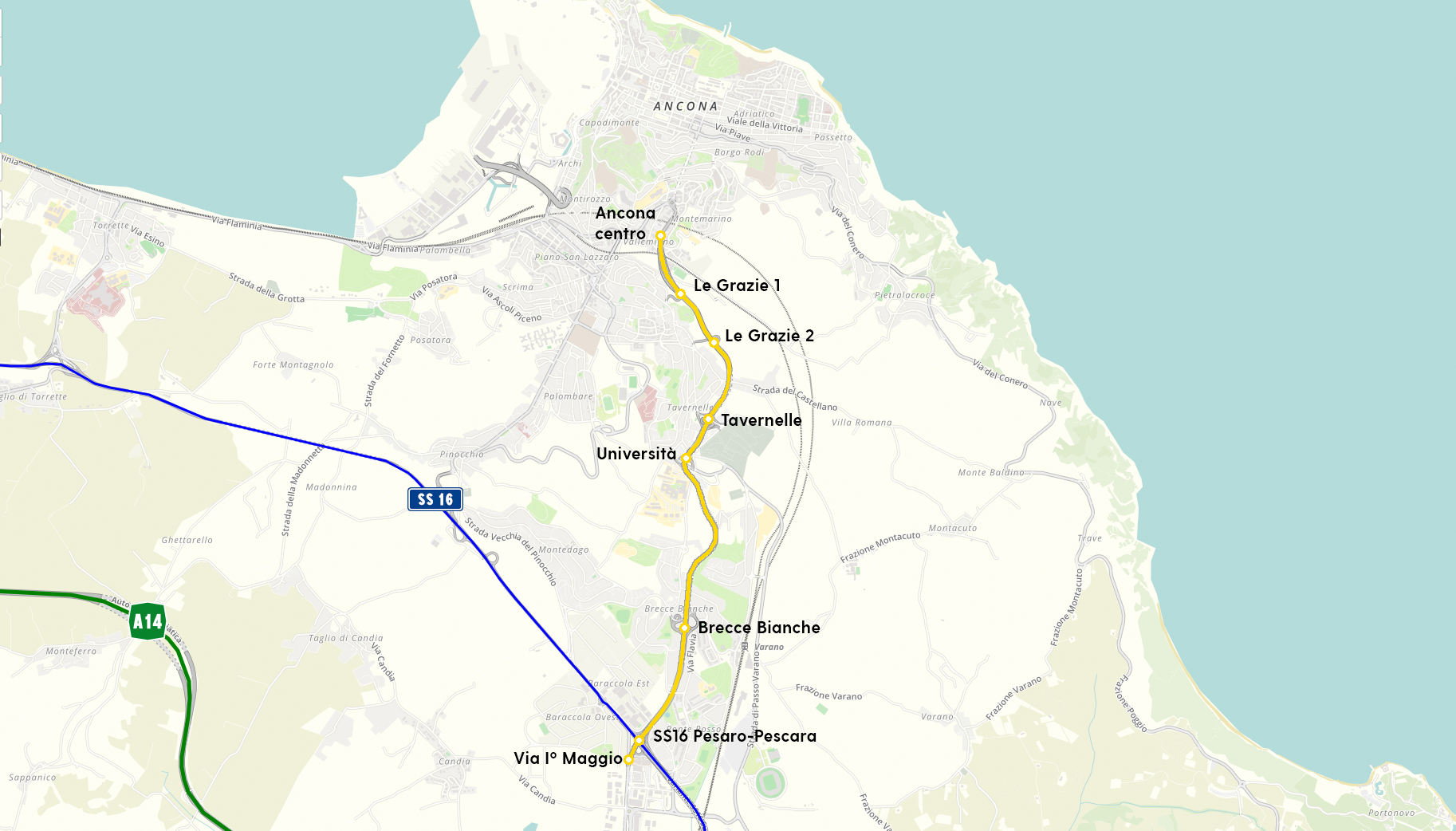
Mappa della strada

L'Asse Nord-Sud di Ancona è un asse viario che collega il centro di Ancona con la Strada Statale 16 Adriatica e la zona industriale della Baràccola. Attraverso un prolungamento diretto a doppia carreggiata e a quattro corsie, conduce al casello "Ancona sud" dell'Autostrada Adriatica.
Si tratta di una strada urbana di scorrimento, non soggetta a pedaggio, percorribile da veicoli a motore senza limiti minimi di cilindrata o limiti massimi di peso sull'intero tracciato.

## Percorso
| Tipo | Indicazione                   | Collegamenti                                                                                       | ↓km↓ | ↑km↑ |
| ---- | ----------------------------- | -------------------------------------------------------------------------------------------------- | ---- | ---- |
|      | Via Alessandro Bocconi        | Ancona Centro Rione Vallemiano Rione Monte Marino                                                  | 0,0  | 5    |
|      | Le Grazie                     | Rione delle Grazie                                                                                 | 0,2  | 4,7  |
|      | Area di servizio "Colleverde" | | 2,1  | 3,8  |
|      | Tavernelle                    | Rione delle Tavernelle Cimitero di Tavernelle                                                      | 2,2  | 3,6  |
|      | Università                    | Università Politecnica delle Marche Liceo Scientifico G. Galilei Istituto Podesti Calzecchi Onesti | 2,8  | 3,2  |
|      | Brecce Bianche                | Quartiere delle Brecce Bianche Quartiere di Monte Dago Quartiere di Ponterosso                     | 3,5  | 1,5  |
|      | Area di servizio "Le Querce"  | | 4,6  | 0,4  |
|      | SS16                          | Pesaro Zona Industriale Baraccola Nord                                                             | 4,9  | 0,1  |
|      | SS16                          | Pescara Ancona Sud del Conero                                                                      | 4,9  | 0,1  |
|      | Via 1º Maggio                 | Via 1º Maggio Zona Industriale Baraccola Città del Cinema                                          | 5,0  | 0,0  |